# Liste der kolumbianischen Botschafter in Frankreich
Der kolumbianische Botschafter in Paris ist regelmäßig auch bei der Regierung in Algier und in Monaco akkreditiert.
| Ernannt / Akkreditiert | Name                               | Bemerkungen | ernannt von                | akkreditiert bei         | Posten verlassen |
| ---------------------- | ---------------------------------- | --- | -------------------------- | ------------------------ | ---------------- |
| 1819                   | Ignacio Sánchez de Tejada          | | Simón Bolívar              | Ludwig XVIII.            | 1824             |
| 1828                   | Andrés Bello                       | Generalkonsul | Simón Bolívar              | Karl X.                  |                  |
| 1829                   | José Leandro Palacios              | (* 1782 in Caracas; † 6. Januar 1836) Cousin zweiten Grades von Simón Bolívar, Diplomatischer Vertreter von Großkolumbien in Frankreich.                                                           | Simón Bolívar              | Karl X.                  | 1836             |
| 1886                   | Francisco de Paula Mateus          | Sonderbotschafter und Ministre plénipotentiaire Kolumbiens in Frankreich, 1904 Außenminister | José María Campo Serrano   | Jules Grévy              | 1902             |
| 1902                   | Rafael Reyes                       | (* 5. Dezember 1849 in Bogota Santa Rosa de Viterbo, el 5) | José Manuel Marroquín      | Émile Loubet             | 1904             |
| 1909                   | Juan Manrique                      | Außerordentlicher Gesandter und Ministre plénipotentiaire in Madrid und Brüssel. | Jorge Holguín              | Armand Fallières         |                  |
| 1912                   | Hernando Holguin y Caro            | (* 1871; † 25. April 1921 in Bogotá) Ministre plénipotentiaire | Carlos Eugenio Restrepo    | Armand Fallières         | 1914             |
| 1929                   | Alfredo Vazquez y Cobo             | Ministre plénipotentiaire | Miguel Abadía Méndez       | Gaston Doumergue         | 1934             |
| 30. Mai 1947           | Fernando Londoño y Londoño         | | Mariano Ospina Pérez       | Vincent Auriol           | 21. März 1948    |
| 3. Apr. 1950           | Augusto Ramirez Moreno             | (* 1900 in Medellín; † 1974) zog 1911 mit seiner Familie nach Bogotá, machte sein Abitur am Colegio de San Bartolomé und studierte bis 1922 Rechtswissenschaft in Santa Clara.                     | Laureano Gómez             | Vincent Auriol           |                  |
| 1973                   | Hernando Durán Dussán              | | Misael Pastrana Borrero    | Georges Pompidou         |                  |
| 1976                   | Mario Laserna Pinzón               | | Alfonso López Michelsen    | Valéry Giscard d’Estaing | 1979             |
| 1981                   | Enrique Gómez Hurtado              | (* 10. April 1927 in Bogotá; † 13. Juli 2019 in Cartagena de Indias) war ein kolumbianischer Rechtsanwalt und Ökonom. Von 1952 bis 1953 war er Präsident des kolumbianischen Olympischen Komitees. | Julio César Turbay Ayala   | Valéry Giscard d’Estaing |                  |
| 1983                   | Diego Uribe Vargas                 | | Belisario Betancur Cuartas | François Mitterrand      | 1985             |
| Sep. 1990              | Alfonso López Caballero            | | César Gaviria Trujillo     | François Mitterrand      | Nov. 1991        |
| 1991                   | Álvaro Gómez Hurtado               | | César Gaviria Trujillo     | François Mitterrand      | 1993             |
| 1996                   | Néstor Humberto Martínez Neira     | | Ernesto Samper Pizano      | Jacques Chirac           | 1997             |
| 11. Dez. 2000          | Juan Camilo Restrepo Salazar       | | Andrés Pastrana Arango     | Jacques Chirac           | 17. Nov. 2001    |
| Feb. 2002              | Marta Lucía Ramírez                | | Álvaro Uribe Vélez         | Jacques Chirac           | Juli 2002        |
| 2003                   | Miguel Gómez Martínez (1961)       | | Álvaro Uribe Vélez         | Jacques Chirac           | 2006             |
| 17. Nov. 2006          | Fernando Cepeda Ulloa              | | Álvaro Uribe Vélez         | Jacques Chirac           | 8. Feb. 2011     |
| 6. Juni 2011           | Gustavo Adolfo Carvajal Sinisterra | | Juan Manuel Santos         | Nicolas Sarkozy          |                  |

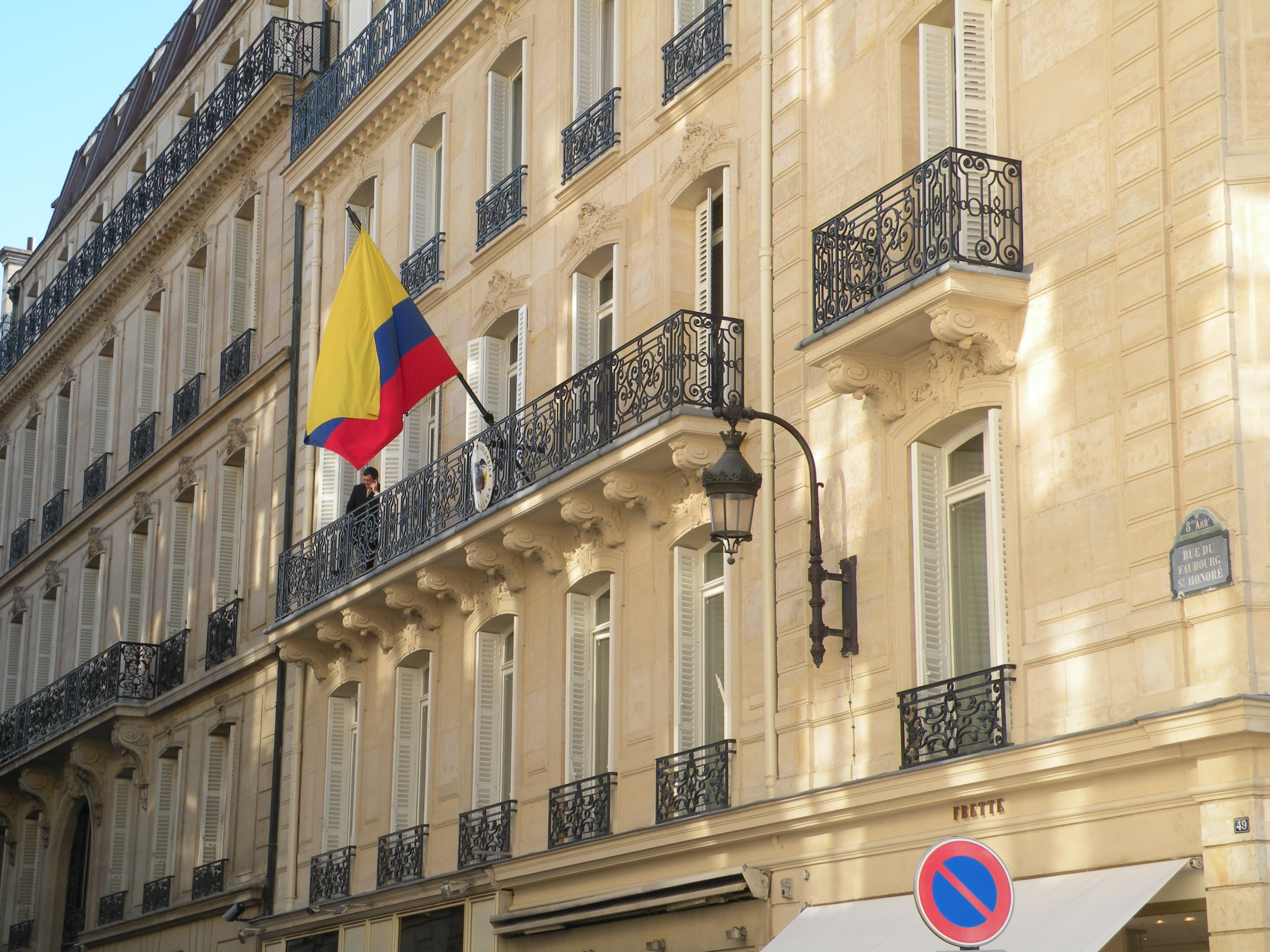
Die kolumbianische Botschaft befindet sich in der 22 Rue de L’Elysée 8. Arrondissement (Paris).
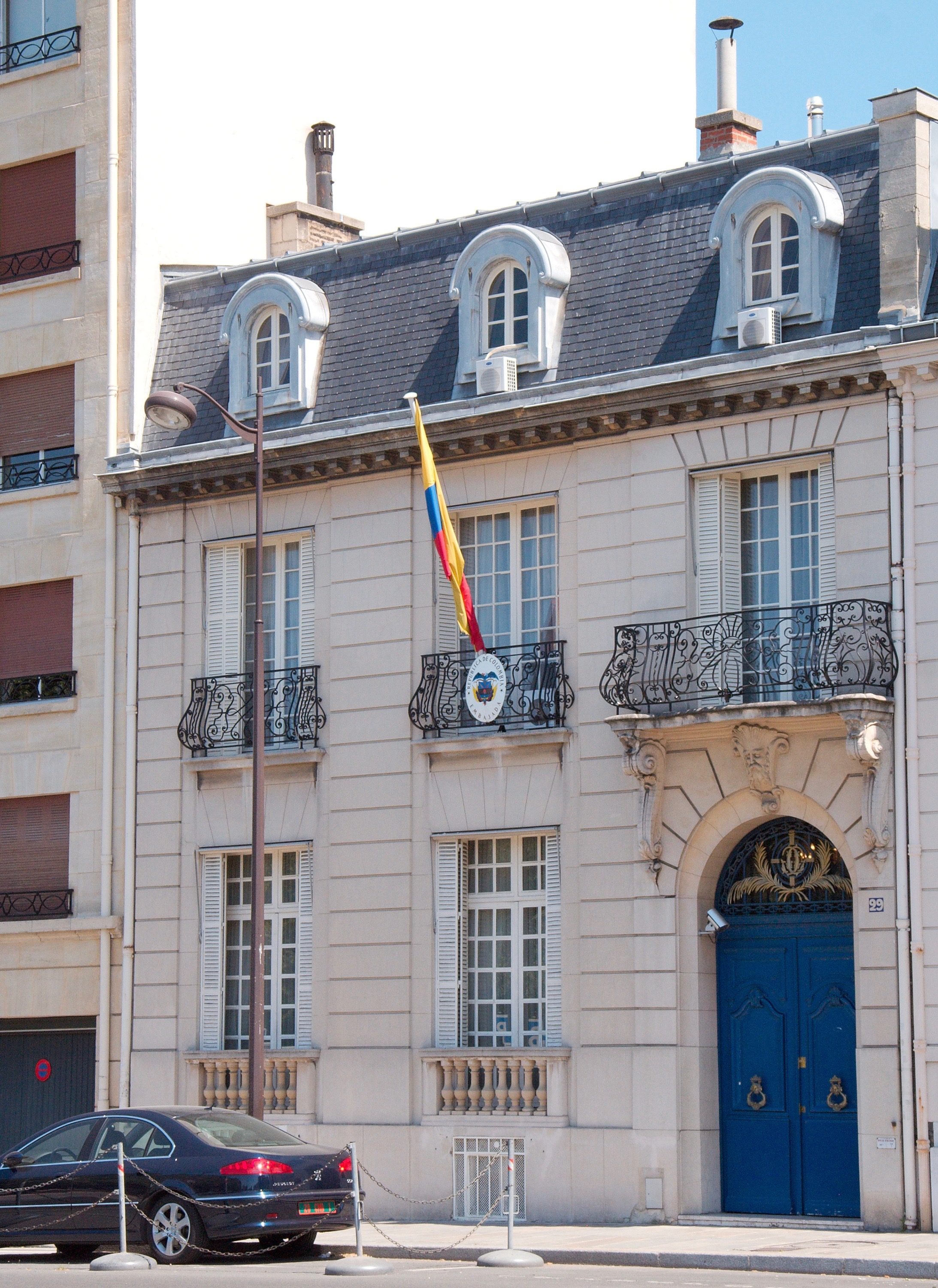
Der kolumbianische Botschafter residiert in der 29 Rue de Constantine in Paris.